# ستانيسلاف سميرنوف

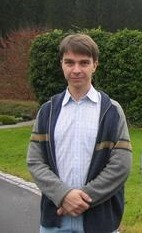
Stanislav Smirnov

ستانيسلاف كونستانتينوفيتش سميرنوف (الروسية: Станисла́в Константи́нович Cмирно́в) هو عالم رياضيات روسي يعمل حاليا في جامعة جنيف. حصل على وسام فيلدز في عام 2010. تضم أبحاثه مجالات التحليل العقدي والأنظمة التحريكية ونظرية الاحتمال.
فاز في 2004 بإحدى جوائز جمعية الرياضيات الأوروبية العشرة المرموقة.